# Paraguay en los Juegos Olímpicos de Río de Janeiro 2016
Paraguay estuvo representado en los Juegos Olímpicos de Río de Janeiro 2016 por 11 deportistas, 6 hombres y 5 mujeres, que compitieron en 7 deportes.
La portadora de la bandera en la ceremonia de apertura fue la golfista Julieta Granada. El equipo olímpico paraguayo no obtuvo ninguna medalla en estos Juegos.